# Gützkow (Adelsgeschlecht)

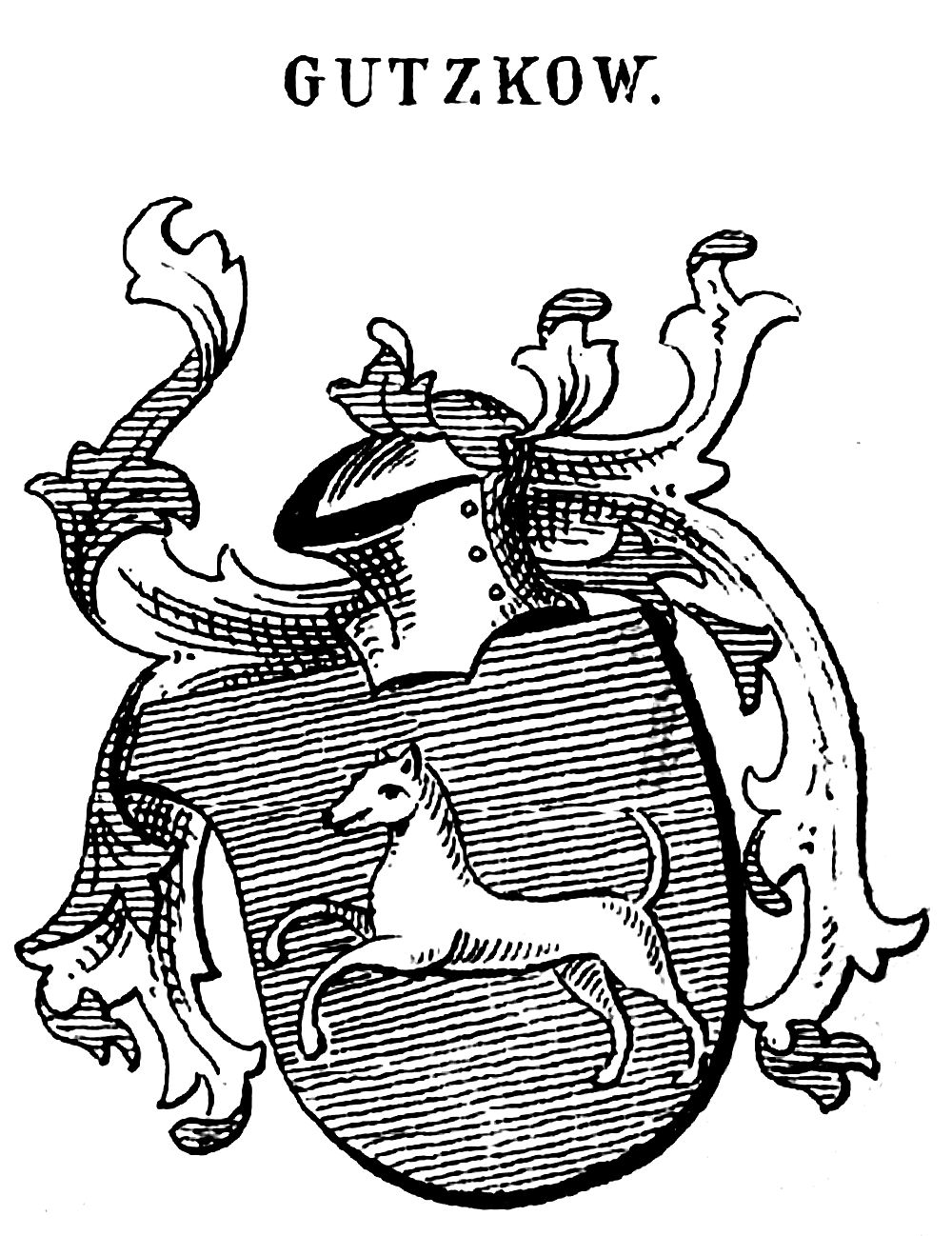
Wappen derer von Gützkow (Vorpommern)

Die Ritter von Gützkow waren ein niederadeliges Geschlecht aus Wieck (Gützkow). Sie waren Ministeriale der Grafen von Gützkow und Verwalter der Bauwieck von Gützkow. Nachkommen waren später auch Ministeriale bei Mecklenburger Herren, Pastoren in Landstädten und Bürger und Ratsherren in Städten der Umgebung.

## Geschichte
Die Familie wurde in verschiedenen Positionen zuerst in der Grafschaft Gützkow genannt. Über einen Zusammenhang zu den im 12. Jahrhundert tätigen Kastellanen in Gützkow (Jarygnew, Priba, Prentza usw.) ist nichts bekannt. Als erste belegbare Mitglieder der Familie tauchen in der ersten Hälfte des 13. Jahrhunderts zwei Burgmannen als Urkundenzeugen auf, nämlich 1228 Trebemarus de Gozcow und 1233 Ztango de Chozcow. Es folgten später Johannes von Gützkow, Pleban in Lassan, sowie der unten genannte Mönch Nikolaus in Eldena. Erst 1267 wurde der später verbreitete Titel (Rang) „milites“ für das Geschlecht angewandt. Herzog Barnim I. nannte ihn: „… Adam de Chozcowe, milites nostri. …“ = Adam von Gützkow, Ritter bei unseren Leuten. Demnach war dieser Dienstmann zeitweise auch am Herzogshof. Danach war er wohl wieder in Gützkow in der Wiecker Burg, die nicht urkundlich genannt wurde, aber archäologisch nachgewiesen ist. Das gilt auch für die nachfolgend genannten Familienglieder, die oft mit den Grafen zusammen urkunden. Ein weiteres Familienmitglied, der Ritter Johann von Gützkow – nicht zu verwechseln mit einem gleichnamigen Grafen, geht als Dienstmann (Ministerialer) zu Arnold von Schönfeld im benachbarten Mecklenburg bei Stavenhagen und wurde dort von 1292 bis 1304 urkundlich genannt.
Ab 1275 wurden dann weitere Familienglieder als Bürger, später auch als Ratsherren in Greifswald, Anklam und Friedland sowie 1341 Nikolaus von Gützkow als Mönch in Eldena auf. Nach 1344 verliert sich die Spur wegen fehlender Urkunden oder chronistischen Nachweisen.
In den Ratsnachweisen von Greifswald werden die Mitglieder der Familie von Gützkow und zum Teil auch ihre verwandtschaftlichen Beziehungen und die Verbindung nach Anklam genannt. Beispiele: Dietrich (1303), Johann (1304–1324) und Rudolf (1334) als Bürger, Heinrich – Bruder von Rudolf – Ratsherr von 1337 bis 1354, ihm folgte Nikolaus I. von Gützkow (1359–1387) und dessen Sohn Nikolaus II. von Gützkow (1395–1397). Zwei Brüder des letzteren – Johann und Gottfried – gehen nach Anklam, bei ihnen wurde das Wappen mit dem springenden Windhund genannt. 1503 bis 1505 wurde dann noch ein Nachfahre Johann von Gützkow in Greifswald genannt.
Laut Carl Friedrich Stavenhagen stellte die Familie von Gützkow die Anklamer Ratsherren Hermann (1276 und 1285), Hanns (1483), Johann (1525), Nicolaus (1536), Lucas (1552) und Joachim Gützkow (1583 bis 1608). Hermann Gützkow erhielt 1285 zusammen mit Johann Schweders Sohn durch Herzog Bogislaw IV. die Belehnung mit der Insel Anklamer Fähre. Mit Joachim Gützkow (Gutzkovius) erlosch 1608 das Anklamer Patriziergeschlecht. Ein durch Stavenhagen auf dieses Jahr datiertes Epitaph, das diesen den letzten seiner Familie nannte, befand sich noch im 18. Jahrhundert in der Anklamer Marienkirche. In der 1899 durch Hugo Lemcke herausgegebenen Beschreibung der Kirchenausstattung wird keine Gedenktafel mit dem Namen Gützkow mehr erwähnt.
Die obenstehend behandelte Familie ist nicht stammverwandt mit den mecklenburgischen, am 23. August 1780 in Wien  in den Reichsadelstand gehobenen von Gützkow. Der nobilitierte königlich dänische Kapitän Christoph Dietrich von Gütschow genannt Gützkow besaß bis 1788 das Gut Levetzow bei Grevesmühlen. Seine Familie nahm heraldischen Bezug auf das Wappen der Grafen von Gützkow, lediglich die Tingierung und das Kleinod variierte geringfügig. Die räumliche Nähe zur schwedischen Stadt Wismar als auch die chronologische Nähe zum Jahr 1780 legen nahe, dass Carl von Gützkow (1757–1838), welcher für seinen Einsatz im Finnischen Krieg 1810 mit dem Schwertorden II. Klasse geehrt wurde, nachmalig als preußischer Generalmajor und Träger des Roten Adlerordens III. Klasse 1816 seinen Abschied nahm, dieser Familie angehörte. Nach Ledebur hingegen soll er einem nach Schweden ausgewandertem Zweig der obigen Familie entstammen. Dem entgegen steht jedoch nicht nur der für 1608 zumindest für die Anklamer Linie postulierte Ausgang des Geschlechts, zumal auch sonst spätere Nennungen von Angehörigen nicht bekannt sind, sondern auch die vage Geburtsortsangabe Vorpommern bei Priesdorff.

## Wappen
Blasonierung nach Carl Friedrich Stavenhagen: In Blau ein springender Windhund mit goldenem Halsband. Auf dem gekrönten Helm ein springender Windhund mit goldenem Halsband.